# Charles Mesure
Charles William David Mesure (sinh ngày 12 tháng 8 năm 1970) là một nam diễn viên người Úc gốc Anh.